# Kalandra czarna
Kalandra czarna (Melanocorypha yeltoniensis) – gatunek ptaka z rodziny skowronków (Alaudidae). W sezonie lęgowym występuje w południowo-zachodniej Rosji i Kazachstanie; bardzo rzadko spotykany w Europie Środkowej. Nie wyróżnia się podgatunków.

## Morfologia

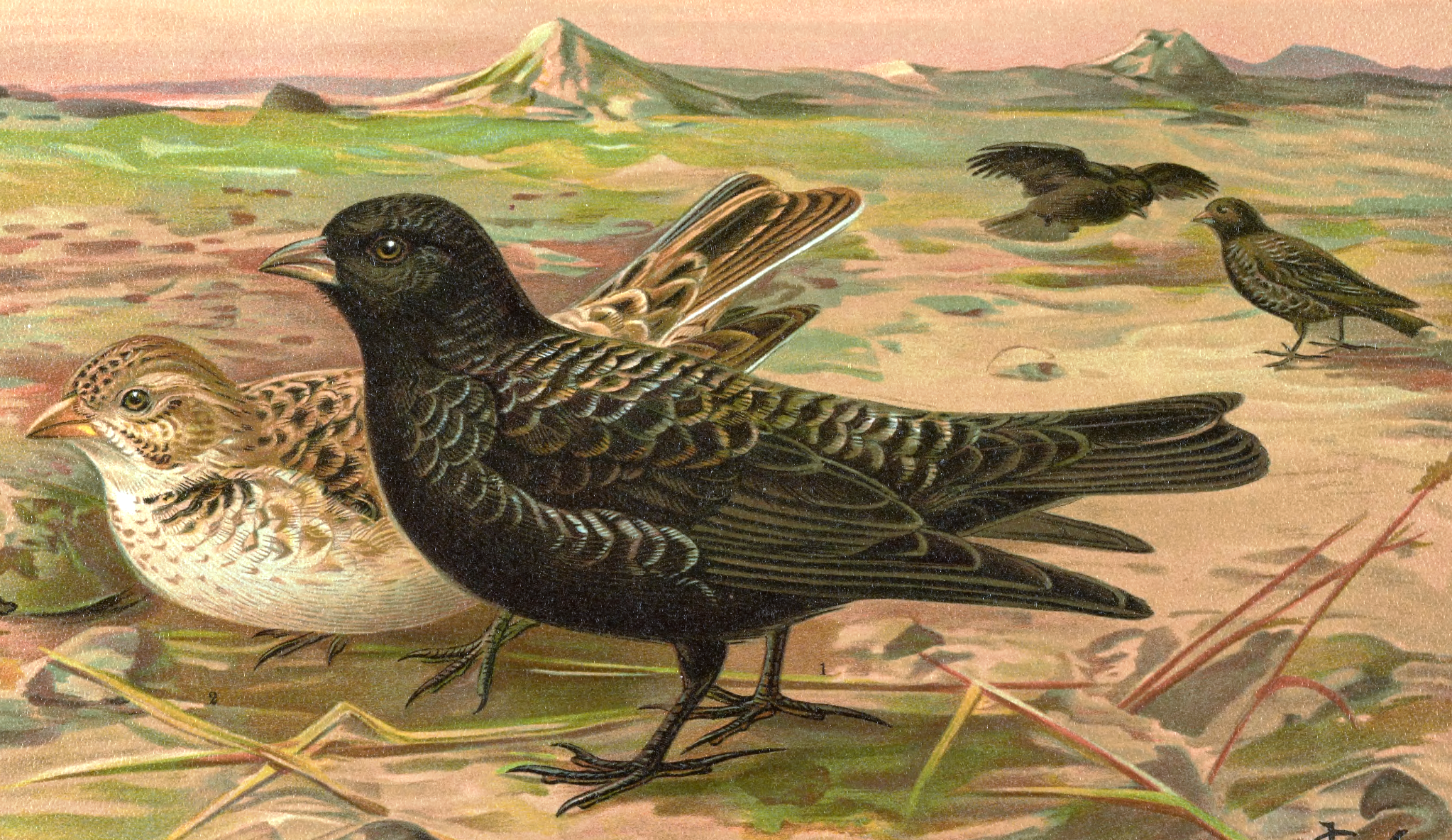
Samica i samiec na XIX-wiecznym rysunku

Długość ciała kalandry czarnej to 18–20 cm. Masa osobników płci męskiej wynosi 40–53 g, natomiast płci żeńskiej 37–48 g.
Dymorfizm płciowy u tych ptaków jest dobrze widoczny. Osobniki męskie mają czarne upierzenie, jedynie na plecach występują bledsze pióra. Dziób jest żółtawy do czerwonawego. Samice kalandry w przeciwieństwie do samców mają ciemno nakrapiane upierzenie. Na spodzie jest bledsze, a nogi są czarne.

## Występowanie
Obszar występowania kalandry czarnej rozciąga się od dolnej Wołgi aż do Azji Środkowej. W Europie gniazduje tylko w południowo-zachodniej Rosji. Liczba par lęgowych na tym obszarze jeszcze w 2004 roku szacowano na około 4000–7000, w 2015 roku już tylko na 50–100. Zimuje bardziej na południe po rejon Morza Czarnego, Kaukaz, północny Iran, Uzbekistan, Turkmenistan i południowy Kazachstan.
Do Polski zalatuje wyjątkowo, stwierdzono go tylko raz – w styczniu 1988 roku w Kosienicach koło Przemyśla.

## Pożywienie
Pożywienie kalandry czarnej w lecie składa się głównie z owadów. W zimie stanowią je w przeważającej części nasiona, natomiast wiosną odżywiają się zielonymi częściami roślin.

## Tryb życia
Osobniki męskie śpiewają często na wzniesieniach. Poza okresem lęgowym obie płcie żyją często w osobnych grupach.
Kalandry dobierają się w monogamiczne pary sezonowe i składają jaja dwa razy do roku. Gniazdo zakładają w pobliżu zbiorników wodnych, najczęściej chowając je między kępami trawy. Tylko osobniki płci żeńskiej budują gniazdo. Jednorazowo samica składa 4–8 jaj. Mają wrzecionowaty kształt i są lśniące bladoniebieskie lub oliwkowe z brązowymi lub oliwkowymi plamami. Okres inkubacji wynosi 15–16 dni. Jajka są wysiadywane tylko przez samicę, natomiast w karmieniu piskląt bierze udział zarówno samica, jak i samiec. Młode ptaki opuszczają gniazdo około dziesiątego dnia życia. Na tym etapie nie potrafią jeszcze latać.

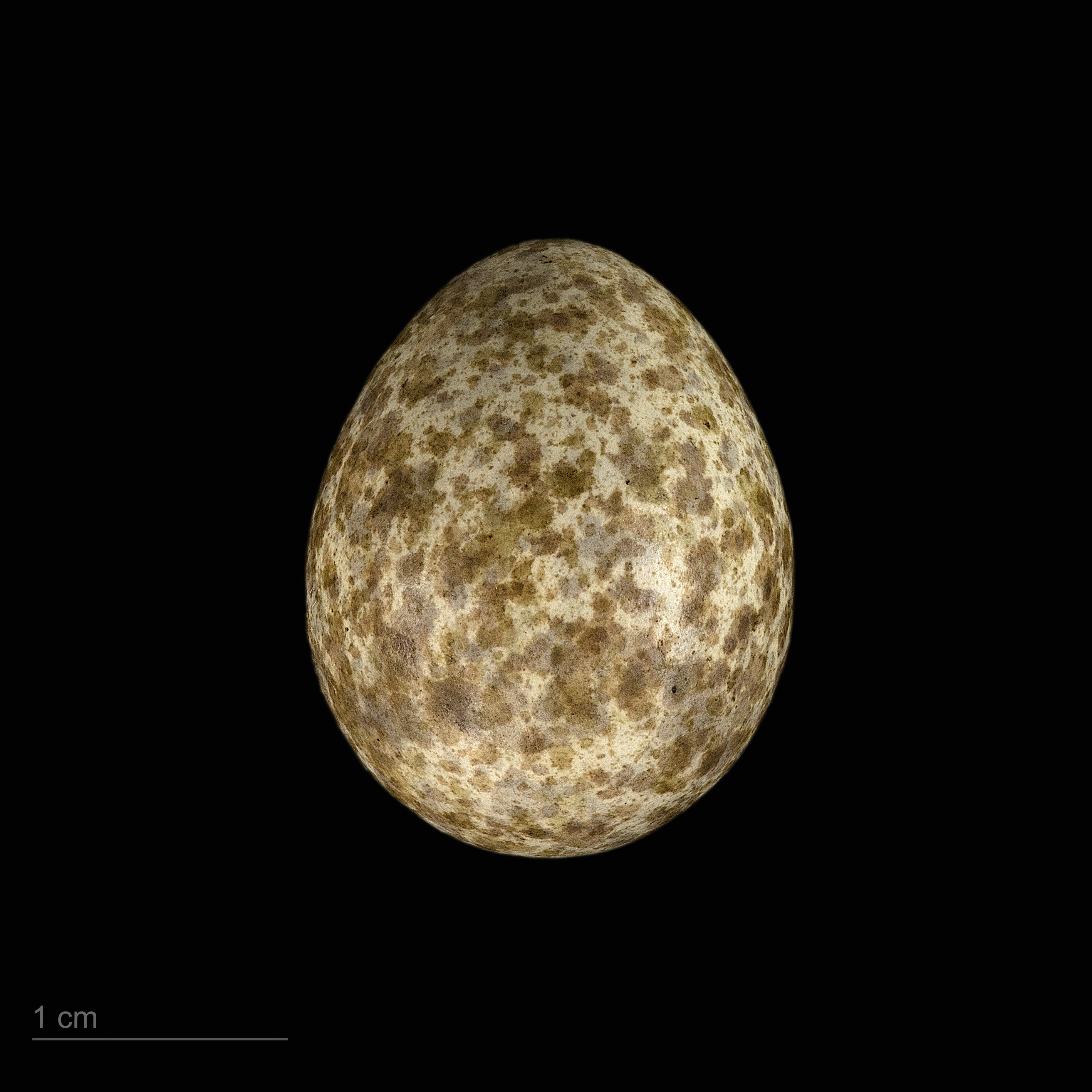
Jajo z kolekcji muzealnej

## Status i ochrona
Międzynarodowa Unia Ochrony Przyrody (IUCN) uznaje kalandrę czarną za gatunek najmniejszej troski (LC – Least Concern) nieprzerwanie od 1988 roku. Trend liczebności populacji uznawany jest za spadkowy.
W Polsce podlega ścisłej ochronie gatunkowej.